# 费尔南多·科隆加
费尔南多·科隆加·奥利瓦雷斯（西班牙語：Fernando Colunga Olivares，1966年3月3日—）是一名墨西哥演员。

## 外部連結
- 费尔南多·科隆加在互联网电影资料库（IMDb）上的資料（英文）